# Pandava shiva
Espèce
Pandava shiva est une espèce d'araignées aranéomorphes de la famille des Titanoecidae.

## Distribution
Cette espèce se rencontre en Inde au Rajasthan et au Pakistan au Pendjab,.

## Description
Le mâle holotype mesure 4,60 mm et la femelle paratype 4,85 mm.

## Étymologie
Son nom d'espèce lui a été donné en référence à Shiva.

## Publication originale
- Almeida-Silva, Griswold & Brescovit, 2010 : Revision of the Asian spider genus Pandava Lehtinen (Araneae: Titanoecidae): description of five new species and first record of Titanoecidae from Africa. Zootaxa, no 2630, p. 30-56.